# 哈维·阿尔瑙
哈维·阿尔瑙（西班牙語：Xavi Arnau，1973年3月20日—），西班牙男子曲棍球运动员。他曾代表西班牙参加1992年、1996年和2000年夏季奥林匹克运动会曲棍球比赛，其中1996年奥运会获得一枚银牌。

## 家庭
哥哥霍尔迪·阿尔瑙。